# Janvier 1750
Cette page présente les faits marquants du mois de janvier 1750.

## Événements
- 13 janvier : traité de Madrid, prévoyant des rectifications de frontières entre Portugal et Espagne en Amérique du Sud : la Colônia de Sacramento devait être échangée contre les sept missions jésuites de l’Uruguay[1]. Les Indiens des réductions jésuites, soutenus et armés par les religieux, refusent l’incorporation au Portugal (Guerre des Guaranis), au point qu’il faudra réviser le traité en 1761.
  - Après ce traité des limites, une équipe de cartographes, dirigée par Mendonça Furtado, explore l’Amazone[2].
  - La mainmise sur le territoire des sept missions permet aux Britanniques, alliés aux Portugais, de pratiquer la contrebande avec le Pérou en évitant les contestations avec les Espagnols du Rio de la Plata[2].